# کنراد اشتهلی
کنراد اشتهلی (به آلمانی: Konrad Stäheli) ورزشکار مرد رشتهٔ ورزش تیراندازی اهل سوئیس است. وی در بین سال‌های ‎۱۹۰۰ میلادی در مسابقات بازی‌های المپیک تابستانی در مجموع ۴ مدال، شامل ۳ مدال طلا و ۱ برنز را کسب کرد.